# تيموثي بنيامين
تيموثي بنيامين (بالإنجليزية: Timothy Benjamin) مواليد 2 مايو 1982 في ويلز، هو عداء بريطاني متخصص في 400 متر. أفضل رقم شخصي له هو 10.48 (100 م). مثل بلاده في الأولمبياد.

## الميداليات
| الميدالية | المسابقة                                    |
| --------- | ------------------------------------------- |
| فضية      | بطولة العالم لألعاب القوى داخل الصالات 2003 |
| فضية      | بطولة أوروبا لألعاب القوى 2006              |

## روابط خارجية
- تيموثي بنيامين على موقع الاتحاد الدولي لألعاب القوى (الإنجليزية)
- تيموثي بنيامين على موقع أوليمبيديا (الإنجليزية)
- تيموثي بنيامين على موقع اللجنة الأولمبية البريطانية (الإنجليزية)